# Sarcolaena delphinensis
Sarcolaena delphinensis är en tvåhjärtbladig växtart som beskrevs av Alberto Judice Leote Cavaco. Sarcolaena delphinensis ingår i släktet Sarcolaena och familjen Sarcolaenaceae. Inga underarter finns listade i Catalogue of Life.